# 昆特依干盐湖
昆特依干盐湖位于中国青海省西北部海西蒙古族藏族自治州境内，冷湖镇以西10公里。地处柴达木盆地北缘，阿尔金山南麓。由昆特依干盐湖及昆特依湖，钾湖，冷湖等卤水湖组成。干盐滩海拔2730～2760米，面积1680平方公里；昆特依湖水位2728.9米，水深0.06米，面积1.5平方公里；钾湖由若干个小湖组成，水位2728米，面积约1.9平方公里；冷湖水位2744米，面积1.4平方公里。湖区气候干燥，降水稀少，年蒸发量达3400毫米，是降水量的100多倍,为一个极干旱的大陆性气候区。湖区富石盐，芒硝等资源。